# Casirom
SC Casirom SA Turda (fosta Fabrică de Cărămizi Refractare SILICA - 9 Mai), str. 22 decembrie 1989 nr.35, a fost înființată în anul 1949, sub numele de "Întreprinderea de Produse Refractare SILICA - 9 Mai" și avea ca obiect de activitate producerea de cărămizi refactare cu siliciu. Apoi, din 1985, întreprinderea de stat a trecut la productia de carbură de siliciu. 
În 1991 a luat ființă SC Casirom SA, care a preluat întregul patrimoniu al societății, la vechiul obiect de activitate fiind adăugate și altele noi. 
Din anul 2001 Casirom a fost listată pe piața RASDAQ a Bursei de Valori București.
Casirom a fost încă din anii 1980 unicul producător de carbură de siliciu și materiale de siliciu refractar din România, și unul dintre cei mai mari producători pe acest segment din Europa.
Societatea a fost privatizată în 1999 fiind preluată de compania Unimetal Spa și încă patru firme autohtone: Metal Euroest, Elsid Titu, Taipan și Neptun.
În urma unor scandaluri ivite între acționarii italieni care dețineau un pachet de 28% din acțiuni și patronii români, societatea a fost preluată în totalitate de investitori străini.
Astfel, în locul celor patru firme autohtone a intrat în acționariat compania de la Alseide SA din Luxemburg.
Casirom a intrat în insolvență în iulie 2007, la cererea firmei Terracom, din Italia, la care societatea din Turda avea o datorie de aproape 535.000 de euro, după care a fost definitiv închisă. În prezent (2014) Casirom este părăsită. Dar nu numai atât. Este golită de tot ceea ce s-a putut fura existând pe locul fabricii doar un morman de cărămizi rezultate în urma demolării tuturor clădirilor.